# Ievgueni Khaldei
Ievgueni Anànievitx Khaldei (en ucraïnès: Євген Ананійович Халдей) (Donetsk, 23 (10) de març de 1917 – Moscou, 6 d'octubre de 1997) va ser un militar i fotògraf jueu ucraïnès, oficial naval i reporter gràfic de l'Exèrcit Roig. És especialment conegut per la fotografia  Bandera de la Victòria sobre el Reichstag, que immortalitza un soldat soviètic aixecant la bandera sobre el Reichstag, després de véncer a la batalla de Berlín de la Segona Guerra Mundial.

## Trajectòria
Khaldei va néixer en una família jueva de Yuzovka (ara Donetsk, Ucraïna) i des de la infantesa es va obsessionar amb la fotografia, després d'haver construït la seva primera càmera infantil amb les ulleres de la seva àvia. Als 19 anys va començar a treballar com a fotògraf a l'agència de premsa soviètica TASS. El seu pare i tres de les seves quatre germanes van ser assassinats pels nazis durant la guerra.
El 1945, va convèncer el seu oncle perquè creés una gran bandera soviètica després de veure la foto de Joe Rosenthal amb les tropes estatunidenques alçant la bandera a Iwo Jima, mentre l'exèrcit soviètic s'apropava a Berlín i se la endur amb ell al foto per a fer una instantània al Reichstag. Més tard va fer fotografies dels nazis als Judicis de Nuremberg i de l'Exèrcit Roig durant l'ofensiva a la Manxúria japonesa.
Després de la guerra va continuar treballant en el fotoperiodisme com a fotògraf de l'agència TASS, però va ser recriminat en una avaluació de 1947 «després de tornar a les condicions de pau, no va arribar a desenvolupar-se gens, i en l'actualitat es considera un fotoperiodista acceptable. Les raons d'això són diverses. En primer lloc, tots els elogis que se li van amuntegar com a fotoperiodista militar finalment li van pujar al cap i es va adormir sobre els llorers. El seu creixement com a fotoperiodista es va aturar. L'altra raó té a veure amb el nivell cultural de Khaldei, que és excepcionalment baix». L'octubre de 1948, va rebre un avís que l'havien deixat anar a causa de la «reducció de personal» de l'agència. Khaldei va continuar fotografiant, ara treballant com a fotògraf independent per a diaris soviètics, i es va centrar a capturar les escenes de la vida quotidiana. El 1959, va tornar a trobar feina al diari Pravda, on va treballar fins que es va veure obligat a retirar el 1970. Les fotografies de la guerra de Khaldei es van recollir en un llibre de 93 pàgines, Ot Murmanska do Berlina (traduïble com a «De Múrmansk a Berlín»), publicat el 1984. El seu treball es continua distribuint a través de l'agència Sovfoto que opera a Occident des de 1932. La fama internacional de Khaldei data de la dècada de 1990, quan es van començar a fer exposicions de les seves fotografies a Occident.

## Obres

### Bandera de la Victòria sobre el Reichstag
La foto més famosa de Khaldei va ser Bandera de la Victòria sobre el Reichstag i consisteix en un soldat de l'Exèrcit Roig aixecant una bandera soviètica sobre el Reichstag al final de la Segona Guerra Mundial: la derrota històrica de l'Alemanya nazi en una guerra que va costar a la Unió Soviètica vint milions de vides; la revista Ogoniok va publicar la fotografia el 13 de maig de 1945. Khaldei va emprar un rotllo sencer de 36 imatges per enregistrar el moment. Un pla, juntament amb algunes de les seves versions molt similars, es va convertir en el més emblemàtic de l'esdeveniment (The Times va identificar una d'aquestes versions). Quan Khaldei va arribar al Reichstag, es va limitar a demanar als soldats que passaven per allà que l'ajudessin amb l'escenificació de la sessió de fotos; només n'hi havia quatre, inclòs Khaldei, al terrat: el que adjuntava la bandera era el soldat Aleksei Kovaliov, de 18 anys, de Kíev, els altres dos eren Abdulkhakim Ismaílov, del Daguestan, i Leonid Goritxev (també esmentat com a Aleksei Goriatxev) de Minsk. La fotografia es va fer amb una càmera telemètrica Leica III equipada amb una lent de 35 mm. f3.5.
La cèlebre imatge és una recreació de l'alçament de la bandera, feta amb anterioritat, del qual no es va fer cap fotografia, que va passar a les 22:40 hores del 30 d'abril de 1945, quan l'edifici encara estava controlat per tropes alemanyes. Un grup de quatre soldats soviètics van lluitar fins al terrat, on Mikhaïl Minin, un soldat de 23 anys, va pujar a una estàtua eqüestre que representava Alemanya per subjectar un pal de bandera improvisat a la seva corona. Com que això va passar de nit i sota foc, no es va poder fer cap foto. L'endemà, els franctiradors alemanys van abatre la bandera. La rendició del Reichstag es va produir el 2 de maig de 1945, i només després d'això, Khaldei va escalar l'edifici juntament amb els tres soldats que havia recollit aleatòriament en el seu camí. Portava amb ell una gran bandera soviètica cosida a partir d'una estovalla vermella pel seu amic jueu de Moscou.

## Honors i premis

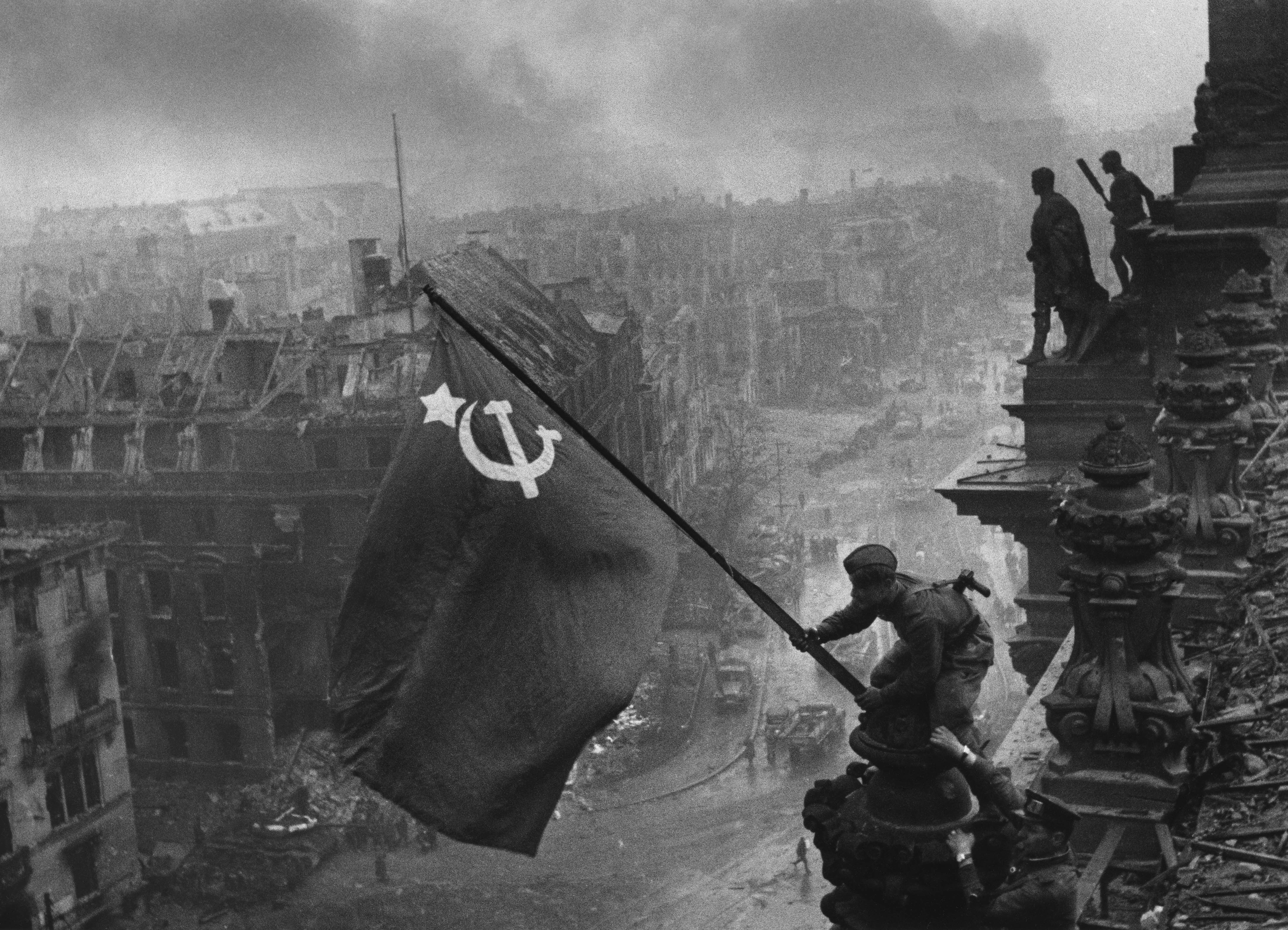
Fotografia Bandera de la Victòria sobre el Reichstag

- Orde de la Guerra Patriòtica 2a classe
- Orde de l'Estrella Roja
- Medalla «Per a la defensa de Sebastopol»
- Medalla «Per a la Defensa del Caucas»
- Medalla «Per a la Defensa del Transàrtic Soviètic»
- Medalla «Per la victòria sobre Alemanya a la Gran Guerra Patriòtica 1941-1945»
- Medalla «Per la victòria sobre el Japó»
- Medalla «Per la captura de Berlín»
- Medalla «Per la captura de Viena»
- Medalla «Per a la captura de Königsberg»
- Medalla «Per la captura de Budapest»